# CoCo☆うたの大百科その2
『CoCo☆うたの大百科その2』は、CoCoのベスト・アルバム。2008年9月3日にポニーキャニオンから発売された。

## 概要
CoCo名義アルバム収録のソロ楽曲とバージョン違いの17曲、さらに全シングルのコンサート映像とPV3曲を収録したDVD付きデジタル・リマスター盤。48ページ豪華ブックレット封入。オールカラー32ページ・ジャケットギャラリーブック付き。 

## 収録曲

### CD
1〜3…宮前真樹、4〜6…羽田恵理香、7…瀬能あづさ、8〜10…三浦理恵子、11〜13…大野幹代
1. 笑顔でNo-Side [4:06]
作詞：及川眠子／作曲・編曲：羽田一郎
2. シャボンのため息 [4:06]
作詞：宮前真樹／作曲：山口美央子／編曲：山川恵津子
3. 月に日に〜いつもあなたを想ってる [4:31]
作詞：宮前真樹／作曲・編曲：小森田実
4. 無言のファルセット [5:05]
作詞：森由里子／作曲：いしいめぐみ／編曲：有賀啓雄
5. 雪の日は誰かのことを [3:44]
作詞：森本抄夜子／作曲：いしいめぐみ／編曲：亀田誠治
6. A Girl's Night [4:09]
作詞：和泉ゆかり／作曲：羽田一郎／編曲：冨田恵一
7. 何かが道をやってくる [3:53]
作詞：森本抄夜子／作曲：いしいめぐみ／編曲：有賀啓雄
8. あなたといた季節 [4:04]
作詞：及川眠子／作曲：MAYUMI／編曲：亀田誠治
9. 冬の微粒子 [4:40]
作詞：石川あゆ子／作曲：山口美央子／編曲：亀田誠治
10. 千年の媚薬 [4:27]
作詞：和泉ゆかり／作曲：いしいめぐみ／編曲：本間昭光
11. 行かないで夏休み [5:24]
作詞：和泉ゆかり／作曲・編曲：羽田一郎
12. Miss LONELY [4:28]
作詞：及川眠子／作曲：いしいめぐみ／編曲：亀田誠治
13. 心の所在 [4:16]
作詞：和泉ゆかり／作曲：山口美央子／編曲：十川知司
14. Misty Heart (Instrumental)（ボーナストラック） [1:57]
作曲：岩田雅之／編曲:十川知司
15. 無敵のOnly You -HORROR VERSION-（ボーナストラック） [5:58]
作詞：及川眠子／作曲：羽田一郎／編曲：米光亮
16. 夢だけ見てる (album version)（ボーナストラック） [5:19]
作詞：森本抄夜子／作曲：朝倉紀幸／編曲：十川知司
17. Live² Version（ボーナストラック） [4:52]
作詞：田口俊／作曲：都志見隆／編曲：米光亮

### CoCo Legend（DVD）
1. EQUALロマンス
作詞：及川眠子／作曲：山口美央子／編曲：中村哲
2. はんぶん不思議
作詞：及川眠子／作曲：岩田雅之／編曲：有賀啓雄
3. 夏の友達
作詞：和泉ゆかり／作曲：山口美央子／編曲：亀田誠治
4. ささやかな誘惑
作詞：及川眠子／作曲：都志見隆／編曲：中村哲
5. Live Version
作詞：田口俊／作曲：都志見隆／編曲：中村哲
6. Newsな未来
作詞：及川眠子／作曲・編曲：羽田一郎
7. 無敵のOnly You
作詞：及川眠子／作曲：羽田一郎／編曲：有賀啓雄
8. 夢だけ見てる
作詞：森本抄夜子／作曲：朝倉紀幸／編曲：十川知司
9. だから涙と呼ばないで
作詞：森本抄夜子／作曲：羽田一郎／編曲：亀田誠治
10. 同じ星の上で…
作詞：森本抄夜子／作曲：岡本朗／編曲：有賀啓雄
11. 夏空のDreamer
作詞：森本抄夜子／作曲：朝倉紀幸／編曲：亀田誠治
12. 横浜Boy Style
作詞：及川眠子／作曲・編曲：後藤次利
13. ちいさな一歩で
作詞：森本抄夜子／作曲：朝倉紀幸／編曲：澤近泰輔
14. 恋のジャンクション
作詞：及川眠子／作曲：川上明彦／編曲：亀田誠治
15. You're my treasure〜遠い約束
作詞：森本抄夜子／作曲：羽田一郎／編曲：亀田誠治
16. 横浜Boy Style（ボーナストラック）
17. 恋のジャンクション（ボーナストラック）
18. You're my treasure〜遠い約束（ボーナストラック）